# Thomas Bourchier (Kardinal)

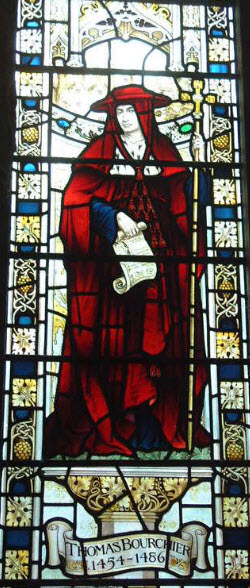
Kardinal Thomas Bourchier (Kirchenfenster)

Thomas Bourchier (* ca. 1411; † 30. März 1486 im Knole House, nahe Sevenoaks) war Erzbischof von Canterbury, Lordkanzler und Kardinal.

## Leben

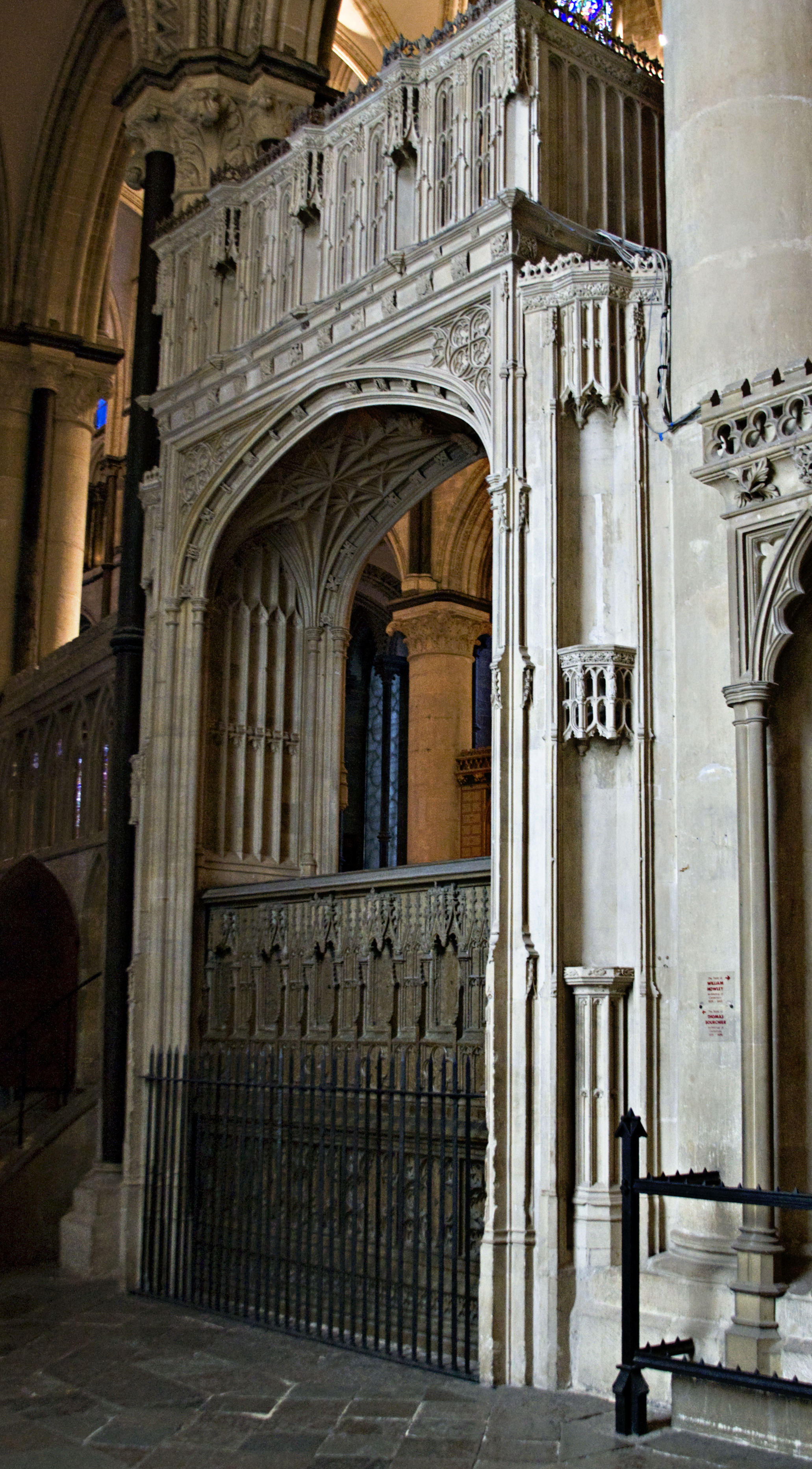
Grabmal von Erzbischof Bouchier in der Kathedrale von Canterbury

Er war der zweitgeborene Sohn von William Bourchier, 1. Count of Eu († 1420) und Anne of Gloucester, der Tochter von Thomas of Woodstock, 1. Duke of Gloucester.
Bourchier studierte an der Universität Oxford. Im Jahr 1433 wurde er Bischof von Worcester. Danach wurde er 1443 Bischof von Ely. Im April 1454 wurde er Erzbischof von Canterbury, im März 1455 Lordkanzler von England. Im Jahr 1467 wurde Bourchier von Papst Paul II. zum Kardinal erhoben und im folgenden Jahr zum Kardinalpriester von San Ciriaco alle Terme Diocleziane ernannt. Im Jahr 1475 nahm er an den Friedensverhandlungen zwischen England und Frankreich Teil; im Jahr 1483 bewirkte er zusammen mit den anderen Würdenträgern, dass Richard III. anstelle seines Neffen Eduard V. König wurde. Nach dessen Sturz salbte und krönte der Achtzigjährige noch den neuen König Heinrich VII., weitere Handlungen während der Krönung konnte er nicht mehr ausführen.
Bourchier wurde in der Kathedrale von Canterbury bestattet.